# 부코바르 급수탑

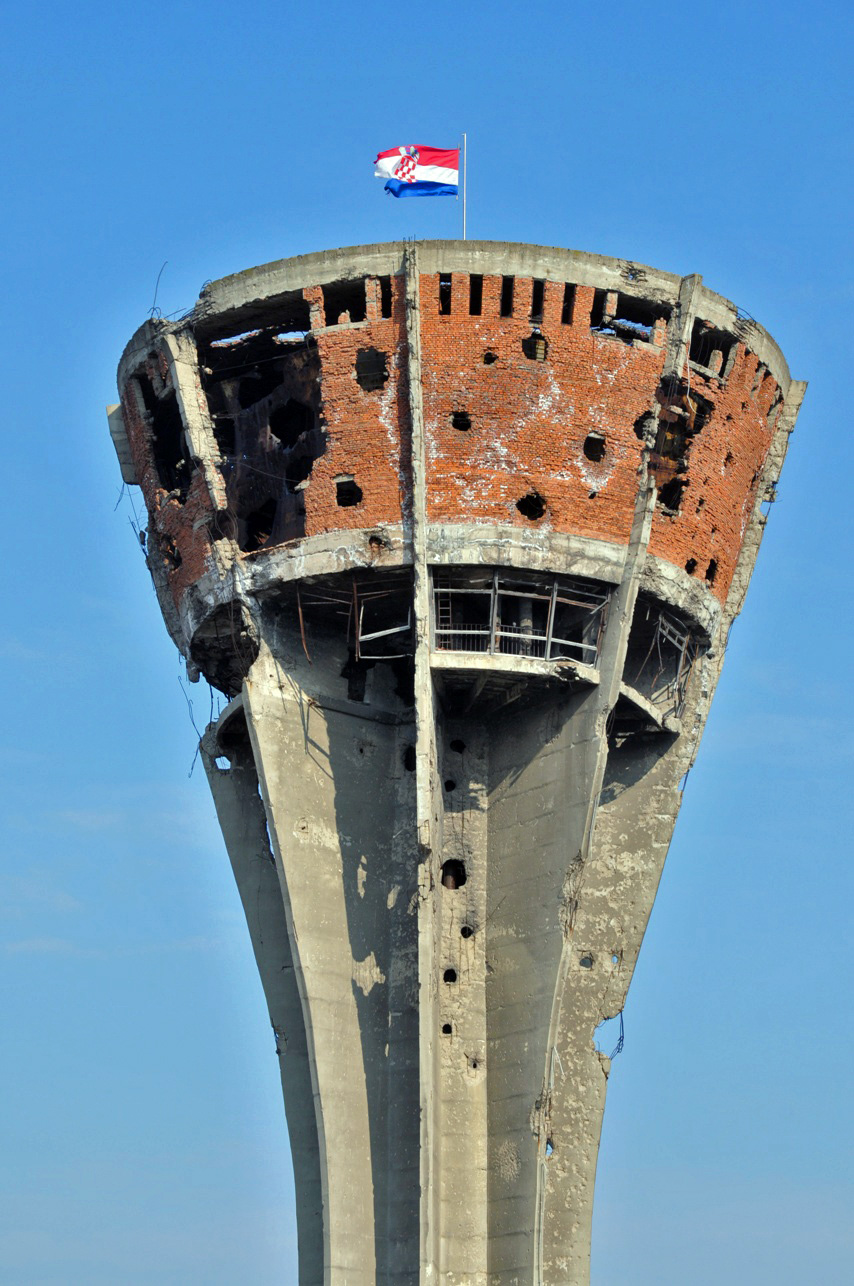
2010년 촬영한 부코바르 급수탑. 파괴된 상태 그대로 방치되어 있다.

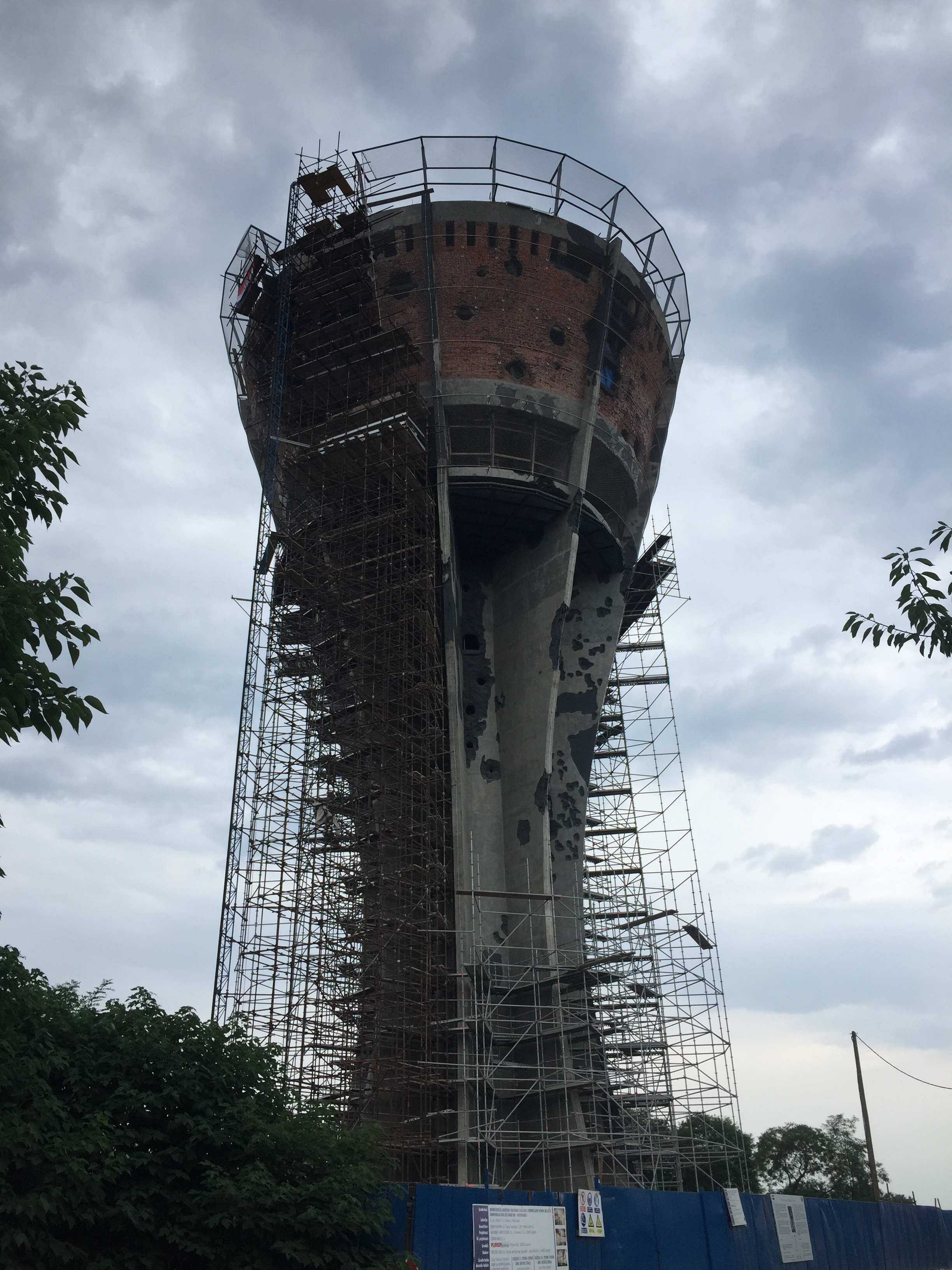
2019년 7월 촬영한 부코바르 급수탑. 보존 작업이 진행 중이다.

부코바르 급수탑(크로아티아어: Vukovarski vodotoranj 부코바르스키 보도토란)은 1968년 완공된 크로아티아의 부코바르 시내에 있는 급수탑이다. 이 급수탑은 90년대 크로아티아 독립 전쟁 시기 일어난 부코바르 전투의 상징으로, 부코바르 전쟁으로 시가지와 부코바르 급수탑이 심각하게 파괴되었다.

## 역사
부코바르 급수탑은 1968년 도시 중앙에 있던 기존 급수탑(현재의 부코바르 크로아티아 공화국 광장 옆)을 대신하기 위해 신축되었다. 높이는 50 m이며, 당시 부코바르의 공원과 야영장 등이 모여 있던 외곽 지역인 부코바르 입구에 지어졌다. 당시 급수탑의 용량이 2,200 m³으로 유럽에서 가장 급수탑 중 하나였다. 급수탑 정상에는 부코바르와 다뉴브강을 한번에 내려다볼 수 있는 전망대 레스토랑이자 카페인 "카페 급수탑"(Vodotoranj)이 있었다. 이 레스토랑은 1970년 폐업했으며 그 후에는 급수탑 용도로만 사용되었다.
1991년 크로아티아 독립 전쟁이 발발하자 부코바르 포위전이 시작되었다. 세르비아군의 600회 이상의 포격을 맞은 부코바르 급수탑은 심각하게 파괴되었으며 전투의 상징으로 자리잡았다. 부코바르가 포위되는 동안 부코바르 미트니체(Mitnice)에 살던 23세 이비차 이바니카가 처음으로 급수탑 옥상에 크로아티아의 국기를 계양했으며 함락 직전까지 끝까지 계양되었다.
크로아티아 독립 전쟁이 끝난 후 부코바르 급수탑의 보존 계획이 등장하였고, 2019년 경 보수 공사가 시작된 급수탑은 2020년 10월 30일 공사를 마치고 재개장했으며 하루 뒤인 11월 1일 일반인에게도 공개되었다. 부코바르 급수탑은 같은 이름의 "부코바르 급수탑 공사"가 관리하고 있으며, 급수탑 건물은 추모 계단, 추모실, 전망대가 있어 한 번에 최대 70명을 수용할 수 있다. 급수탑 옆에는 단층의 100석 규모 원형 극장과 어린이 놀이터, 카페가 있으며 입장객을 받는다.